# Radikal 76
Radikal 76 mit der Bedeutung „Spalte, gähnen“ ist eines von den 34 traditionellen Radikalen der chinesischen Schrift, die aus vier Strichen bestehen.
Mit 31 Zeichenverbindungen in Mathews’ Chinese-English Dictionary gibt es relativ wenige Schriftzeichen, die unter diesem Radikal im Lexikon zu finden sind.
Das Piktogramm zeigte ursprünglich einen mühsam atmenden Menschen. Die Siegelschriftform stellt unten einen Menschen dar und oben einen aufgerissenen Mund. Die Bedeutung entwickelte sich aber von „atemlos“ und „erschöpft“ zu „Schuldner“.
Als Sinnträger bringt 欠 das Bedeutungsfeld „Mund, Gesichtsausdruck, Miene oder Empfindung“ wie in 吹 (= pusten), 饮 (= trinken), 歌 (= Lied), 欢 (= erfreut), 欣 (= erfreulich), 欷 (= seufzen, schluchzen), 歉 (= Bedauern), 欲 (= Begierde), 款 (= aufrichtig) und 欺 (= betrügen).

## Schriftzeichenverbindungen, die vom Radikal 76 regiert werden
| Striche | Zeichen                       |
| ------- | ----------------------------- |
| +0      | 欠                            |
| +02     | 次 欢                         |
| +04     | 欣 欤 欥 欦 欧                |
| +05     | 欨 欪                         |
| +06     | 欫 欬 欭 欮 欯 欰 欱          |
| +07     | 欲 欳 欴 欵 欶 欷 欸          |
| +08     | 欹 欺 欻 欼 欽 款 欿          |
| +09     | 欩 歀 歁 歂 歃 歄 歅 歆 歇 歈 |
| +10     | 歊 歋 歌 歍                   |
| +11     | 歉 歎 歏 歐 歑 歒 歓          |
| +12     | 歔 歕 歖 歗 歘 歙 歚          |
| +13     | 歛 歜 歝                      |
| +14     | 歞 歟                         |
| +15     | 歠                            |
| +18     | 歡                            |

 Im Unicodeblock Kangxi-Radikale ist das Radikal 76 unter der Codepointnummer 12.107 (U+2F4B) codiert.